# Soy Nevenka
Soy Nevenka es una película española de drama biográfico dirigida por Icíar Bollaín, quien coescribió el guion junto a Isa Campo. Está protagonizada por Mireia Oriol y Urko Olazabal. Se estrenó en cines españoles el 27 de septiembre de 2024, de la mano de Buena Vista International España.

## Sinopsis
En el año 2000, Nevenka Fernández, de 24 años, concejala de Hacienda en el Ayuntamiento de Ponferrada, sufre una persecución implacable, tanto sentimental como profesional, por parte del alcalde Ismael Álvarez, un hombre acostumbrado a hacer su voluntad en lo político y en lo personal. Nevenka decide denunciar, aunque sabe que deberá pagar un precio muy alto: su entorno no la apoya, la sociedad de Ponferrada le da la espalda y los medios la someten a un juicio público.

## Reparto
- Mireia Oriol como Nevenka Fernández
- Urko Olazabal como Ismael Álvarez
- Ricardo Gómez como Lucas
- Carlos Serrano como Mario
- Lucía Veiga como Charo Velasco
- Font García como Adolfo
- Mabel del Pozo como Madre de Nevenka
- Pepo Suevos como Padre de Nevenka
- Mercedes del Castillo como Marisina
- Javier Gálego como Daniel
- Luis Moreno como Juan Ignacio

## Producción
En enero de 2023 se empezaron a difundir rumores de que Icíar Bollaín había visitado la ciudad de Ponferrada, en busca de localizaciones para rodar una película sobre el caso de Nevenka Fernández. El 18 de enero de 2024 se anunció que el rodaje de una cinta original de Movistar Plus+ sobre el caso, Soy Nevenka, había empezado su rodaje en Bilbao y Zamora, con Bollaín en la dirección y con Mireia Oriol y Urko Olazabal como protagonistas. El presupuesto total de la cinta es de 4.6 millones de euros, incluyendo 1.2 millones de euros procedentes de las ayuda generales del ICAA.

## Lanzamiento y marketing
En febrero de 2024, Buena Vista International España anunció que estrenaría Soy Nevenka en cines españoles el 27 de septiembre de 2024. Más tarde la película compitió por la Concha de oro en el Festival Internacional de Cine de San Sebastián.

## Recepción

### Críticas y controversias
En enero de 2024, poco después del anuncio del inicio del rodaje de la película, el PSOE de Ponferrada, la localidad donde tuvo lugar el caso, criticó la decisión de no rodar la película en dicho pueblo y demandó explicaciones al alcalde de Ponferrada, especialmente por el hecho de que Bollaín había visitado la localidad en verano de 2023, presuntamente en busca de localizaciones para el rodaje de la cinta. La productora de la película respondió que eligieron rodar en Zamora debido a las facilidades que la localidad les dio para el rodaje de la película, en contraste con el poco apoyo aportado al proyecto desde Ponferrada.

## Premios y nominaciones
XXXIX edición de los Premios Goya
| Categoría                                   | Persona                   | Resultado |
| ------------------------------------------- | ------------------------- | --------- |
| Mejor interpretación masculina protagonista | Urko Olazabal             | Nominado  |
| Mejor actriz revelación                     | Lucía Veiga               | Nominado  |
| Mejor guion adaptado                        | Iciar Bollaín e Isa Campo | Nominado  |
| Mejor fotografía                            | Gris Jordana              | Nominado  |

80.ª edición de las Medallas del Círculo de Escritores Cinematográficos
| Categoría            | Persona                 | Resultado |
| -------------------- | ----------------------- | --------- |
| Mejor actor          | Urko Olazabal           | Nominado  |
| Actriz revelación    | Lucía Veiga             | Ganadora  |
| Mejor guion adaptado | Icíar Bollaín Isa Campo | Nominadas |

XII edición de los Premios Feroz
| Categoría                | Persona       | Resultado |
| ------------------------ | ------------- | --------- |
| Mejor actor protagonista | Urko Olazabal | Nominado  |

### Otros premios
| Año  | Premio / Festival                                    | Categoría                   | Resultado | Ref.   |
| ---- | ---------------------------------------------------- | --------------------------- | --------- | ------ |
| 2024 | Festival Internacional de Cine de San Sebastián 2024 | Concha de oro               | Nominado  |        |
| 2024 | Festival Internacional de Cine de San Sebastián 2024 | Premio Agenda 2030 Euskadi  | Ganado    | [ 14 ] |
| 2024 | Premios Forqué                                       | Cine y Educación en Valores | Nominado  | [ 15 ] |